# Літофанія

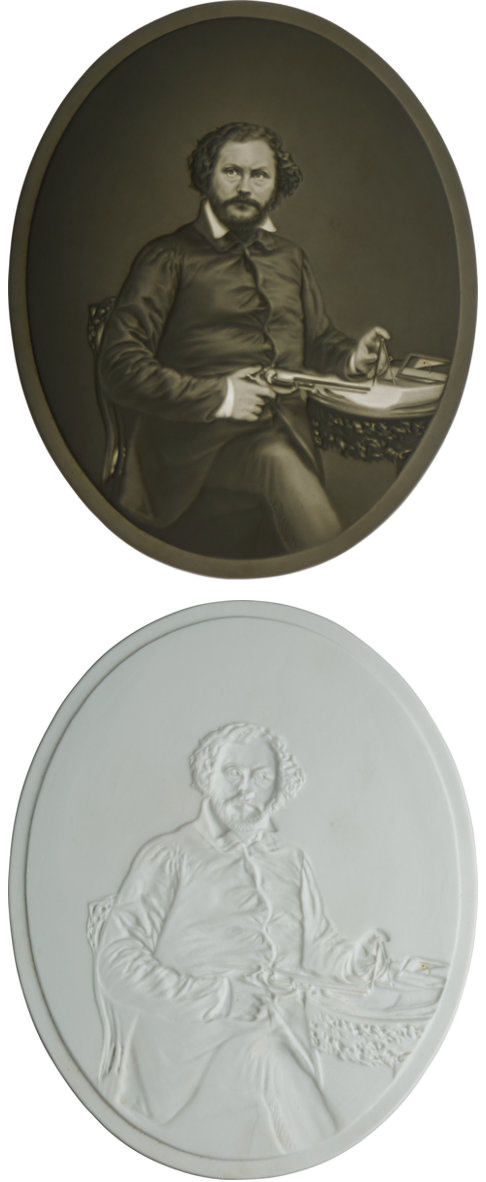
Літофан з зображенням Семюлеля Кольта, 1855 р.

Літофанія — техніка створення зображень на тонких пластинах із напівпрозорого матеріалу, що просвічується. При освітленні ззаду зображення відображається належним чином. Пластина з зображенням називається літофаном.

## Виготовлення літофанів
Техніка літофанії полягає у створенні на напівпрозорому матеріалі заглибин, які утворюють при просвічуванні світлі зони. Таким чином виникає чорно-біле зображення.
Найперші літофани вирізалися повністю вручну, потім їх почали штампувати. Художники наносили на скло віск і потім вишкрябували віск, створюючи світлі зони на просвіті, а далі з воску робилася форма. Порцелянова маса заповнювала рельєф, після чого застигала та випікалася. Оскільки воскові форми швидко зношувалися, з них могли робити витриваліші гіпсові майстер-форми.
Літофани розташовують перед вікнами, щоб розкрити зображення на порцеляні, або на абажурах ламп. Інше застосування літофанів — це створення зображень на денцях посуду. Коли налити в посудину напівпрозору рідину, ближчі до її поверхні зони дають світліші частини зображення.

## Історія
Попередницею літофанів була китайська порцеляна XV ст. у техніці «таємного візерунка» анхуа (暗花). На порцеляні видряпувалися візерунки, що ставали видимі тільки при просвічуванні виробу. В 1760-х роках Вустерська фарфорова фабрика використовувала форми для створення декору на деяких своїх виробах, видимого на просвіт.
Літофанія винайдена у Франції, де в 1827 році французький дипломат, барон Поль де Бургуан, отримав патент на їх виготовлення. Першим виробником літофанів ймовірно був завод друга де Бургуана, барона Алексіса дю Трамбле. З винайденням фотографії знімки стали джерелом дизайну для багатьох літофанів. Французький фотограф Альфонс Луї Пуатевен у 1850-х роках навіть проводив експерименти з виготовлення літофанових форм за допомогою фотомеханічного процесу. Близько 25 заводів у Бельгії, Франції, Данії, Португалії, Англії, Італії та Чехословаччині виробляли літофани впродовж XIX ст., а пік їх популярності припав на середину століття. Літофани прикрашали погано освітлені будинки до поширення електричного освітлення, тому що навіть тьмяне світло свічок можна було використати для перегляду зображень.
Інтерес до літофанів повернувся з поширенням тривимірного друку у 2020-ті, оскільки їх стало легко проєктувати та виготовляти.

## Галерея

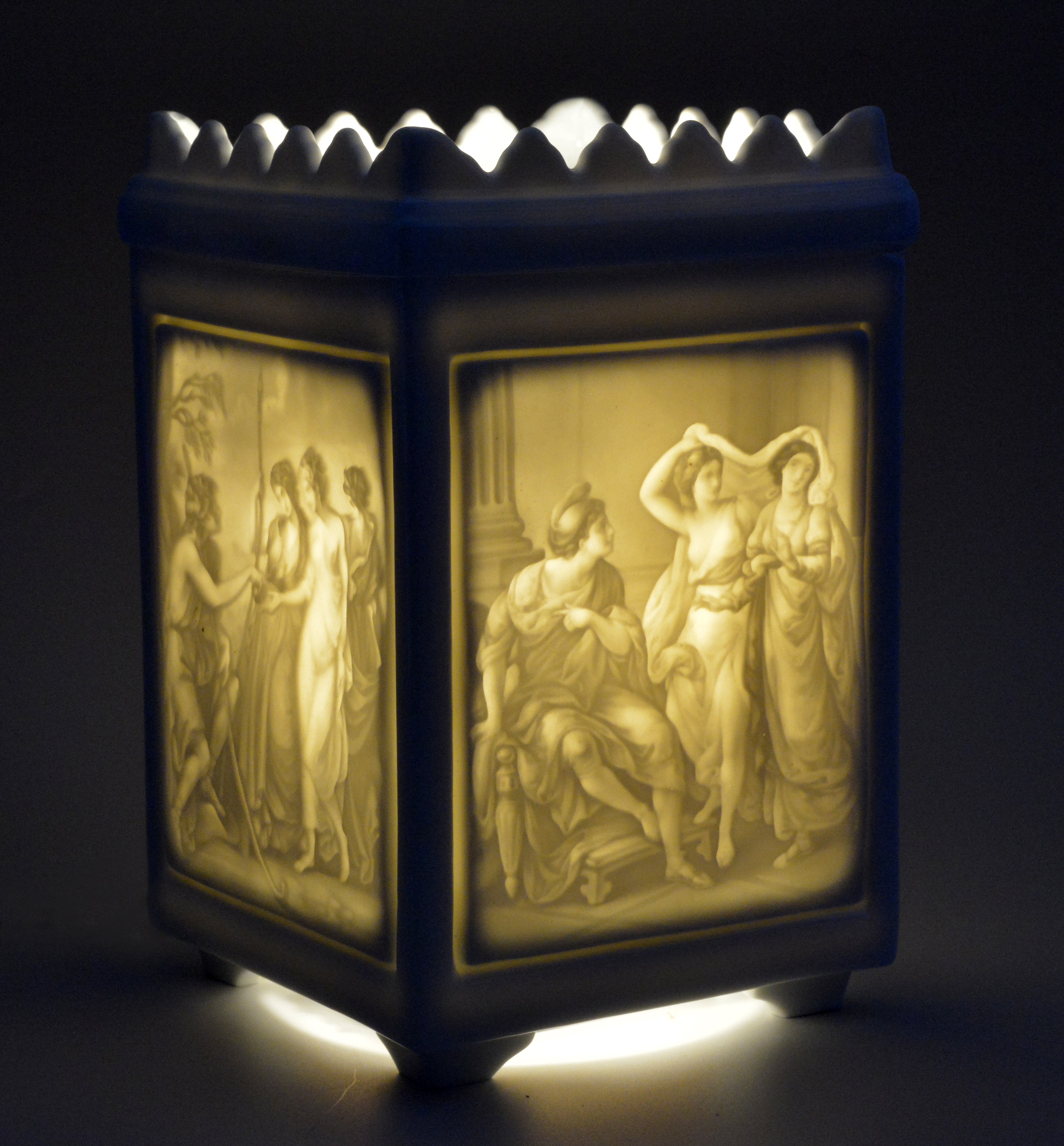
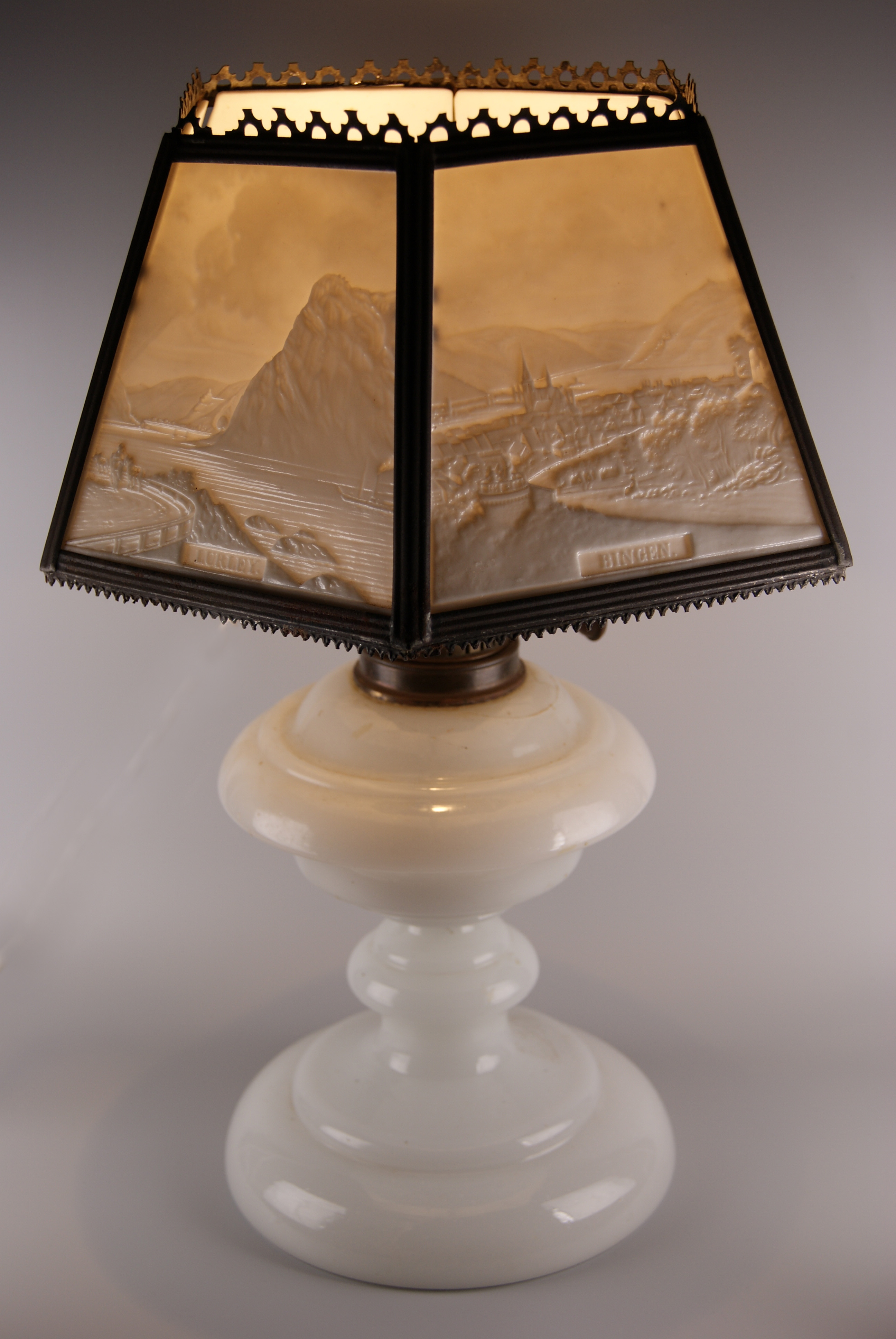
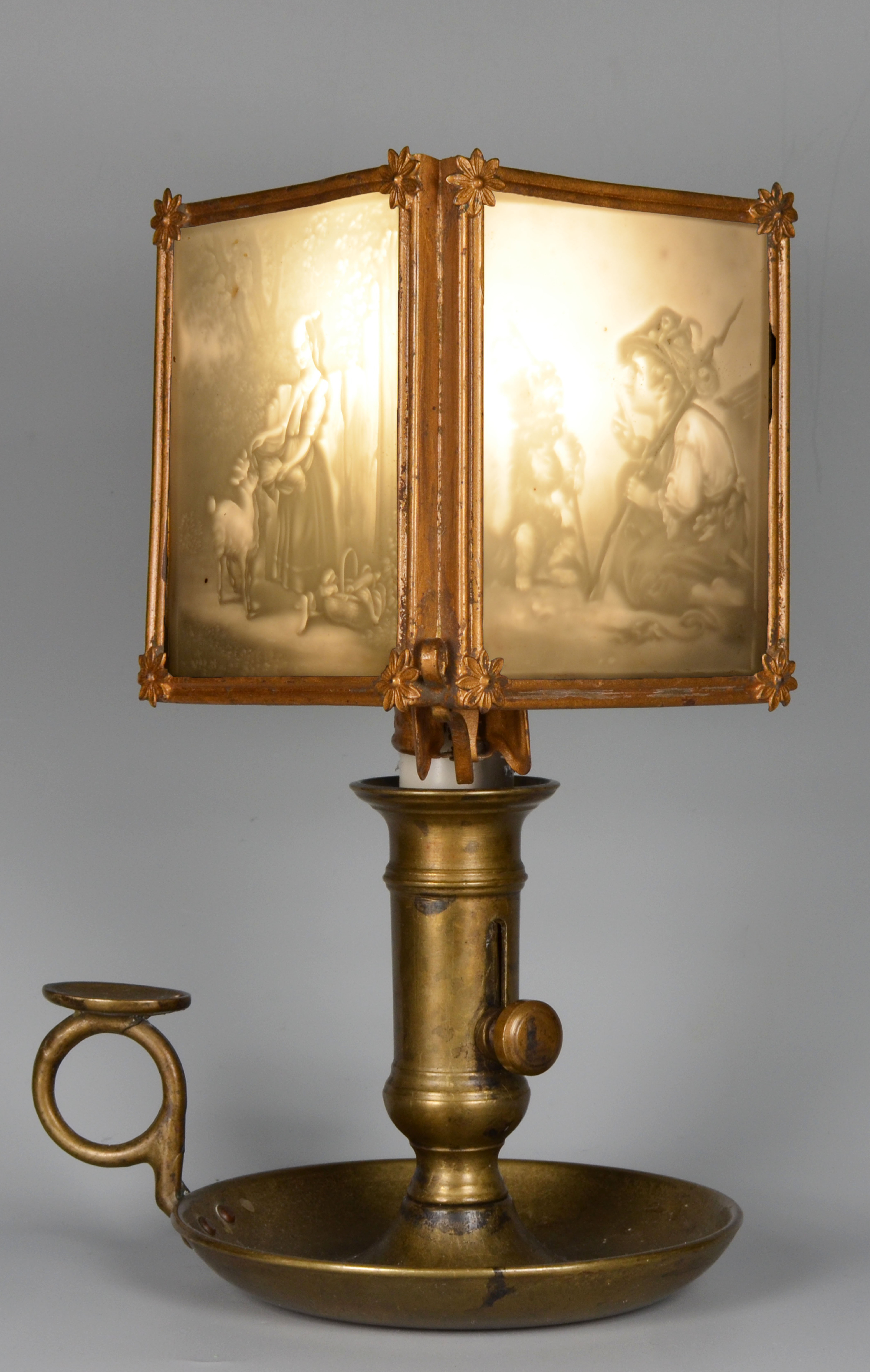
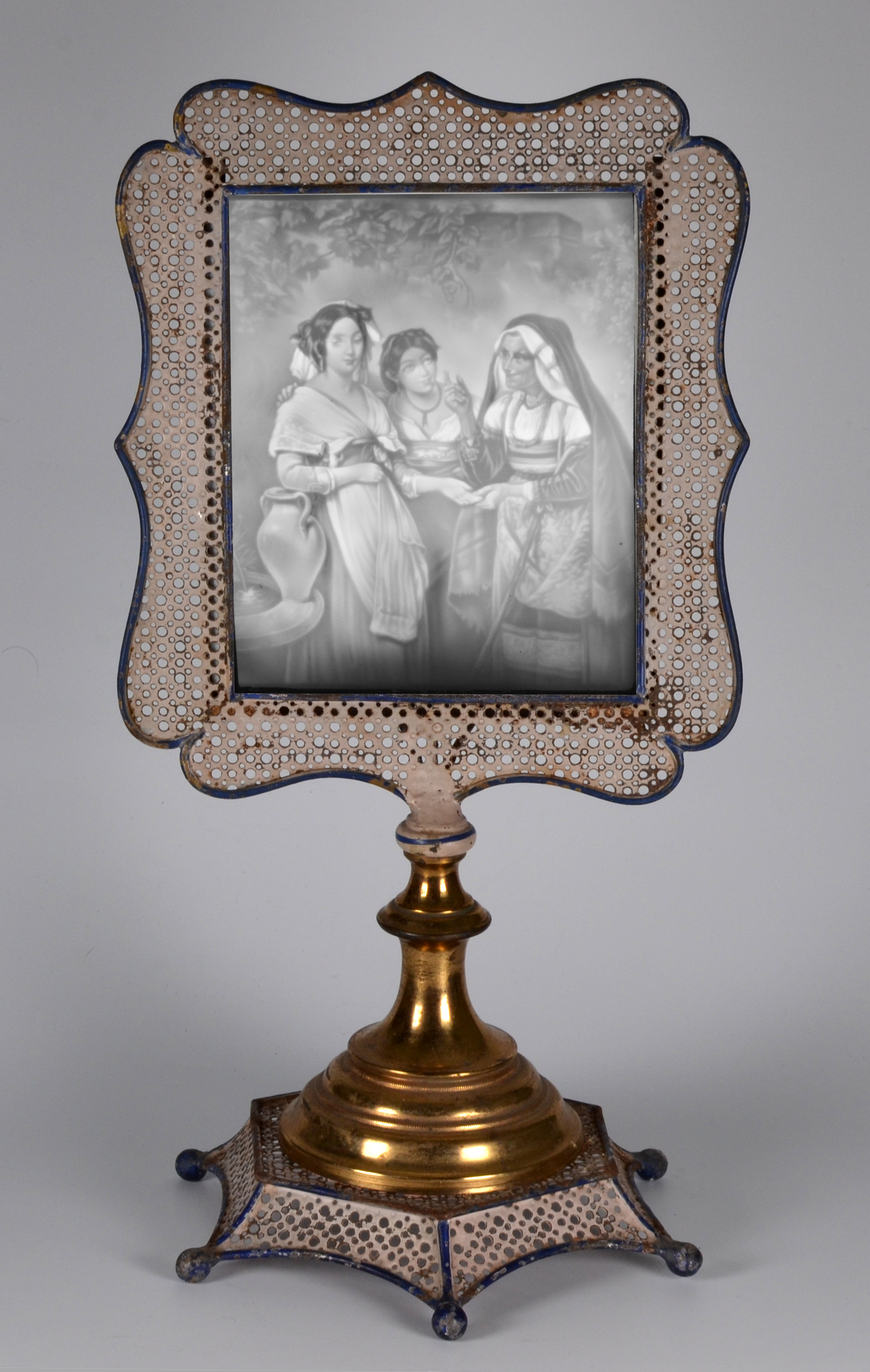
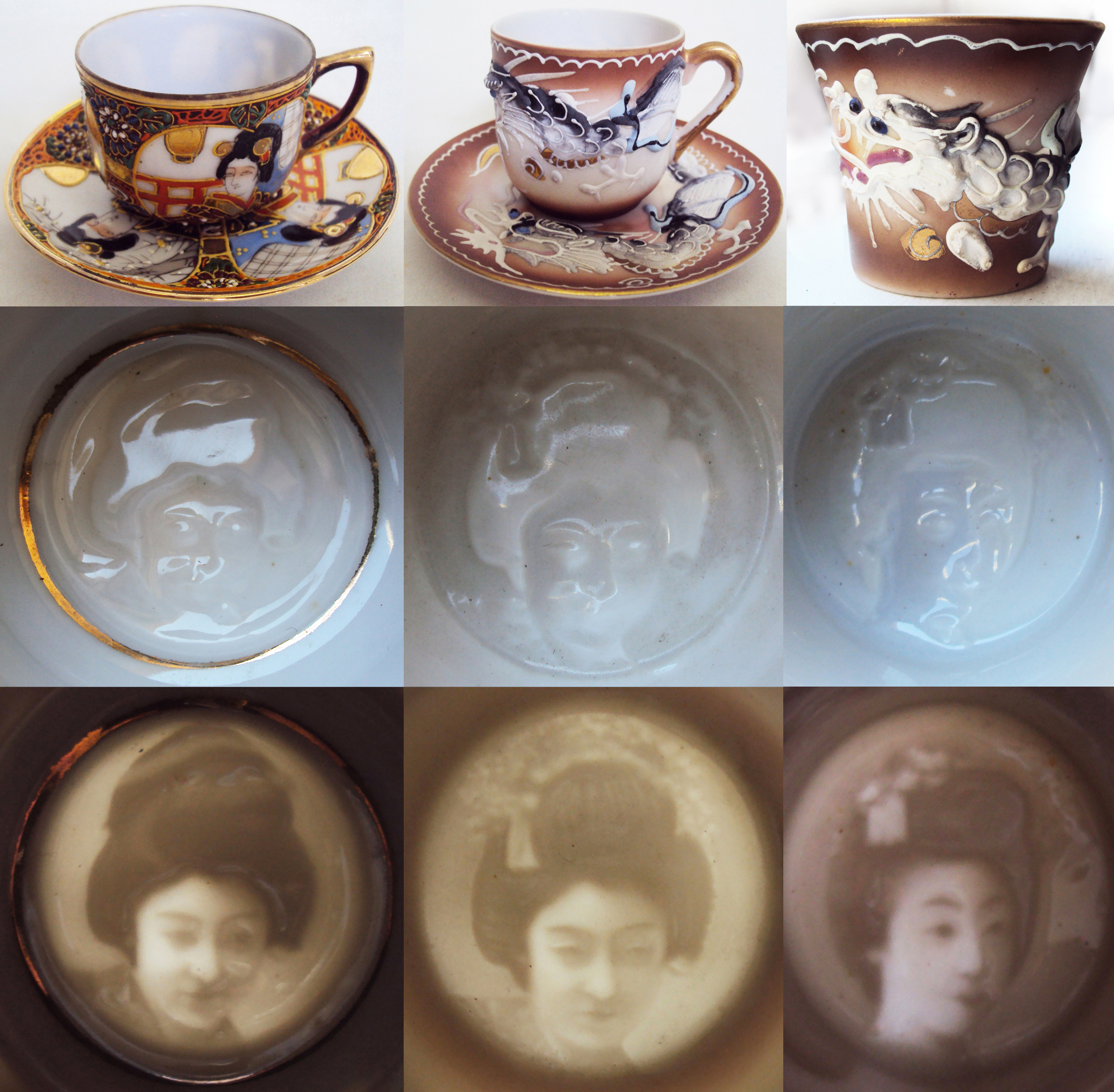
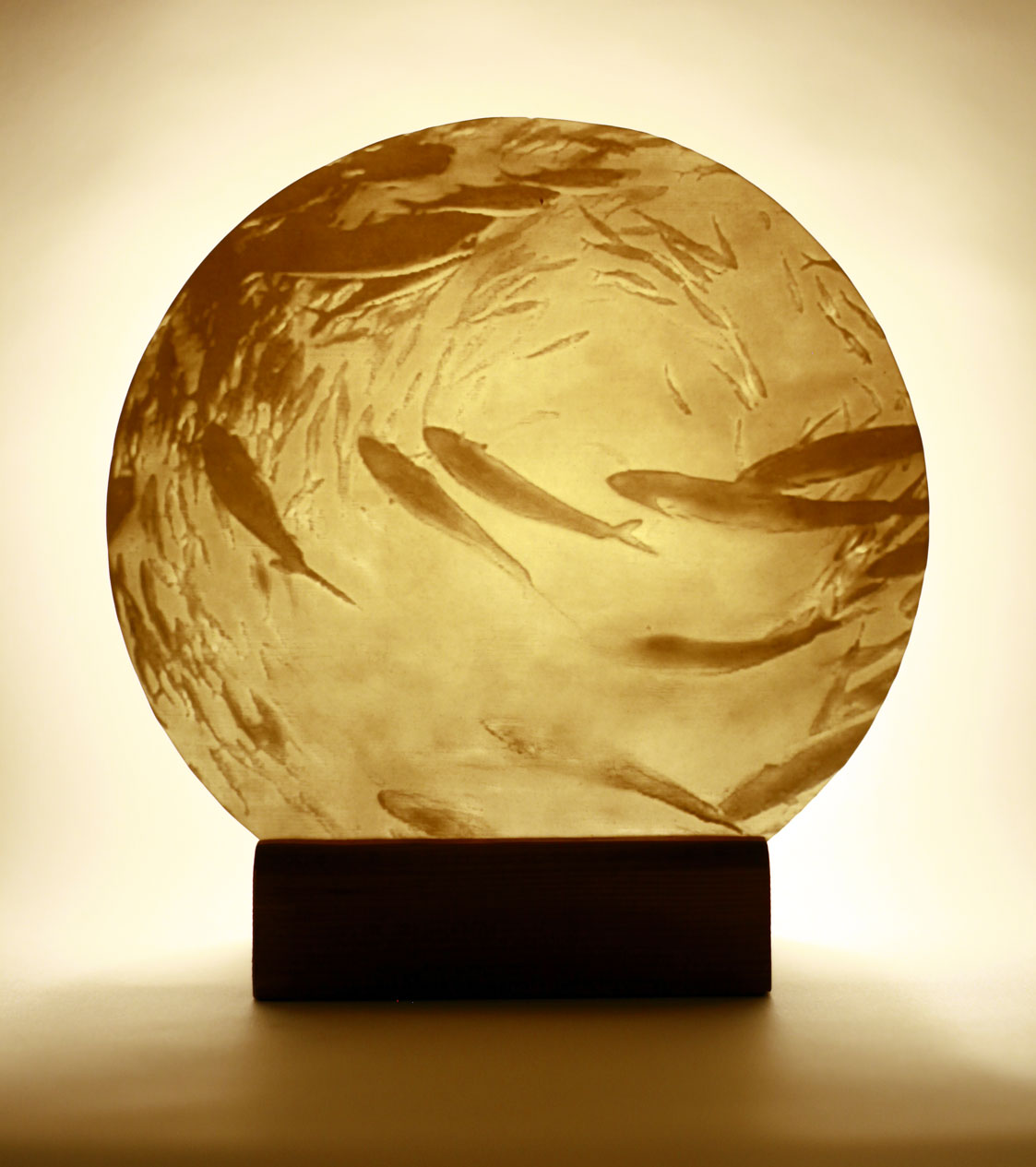
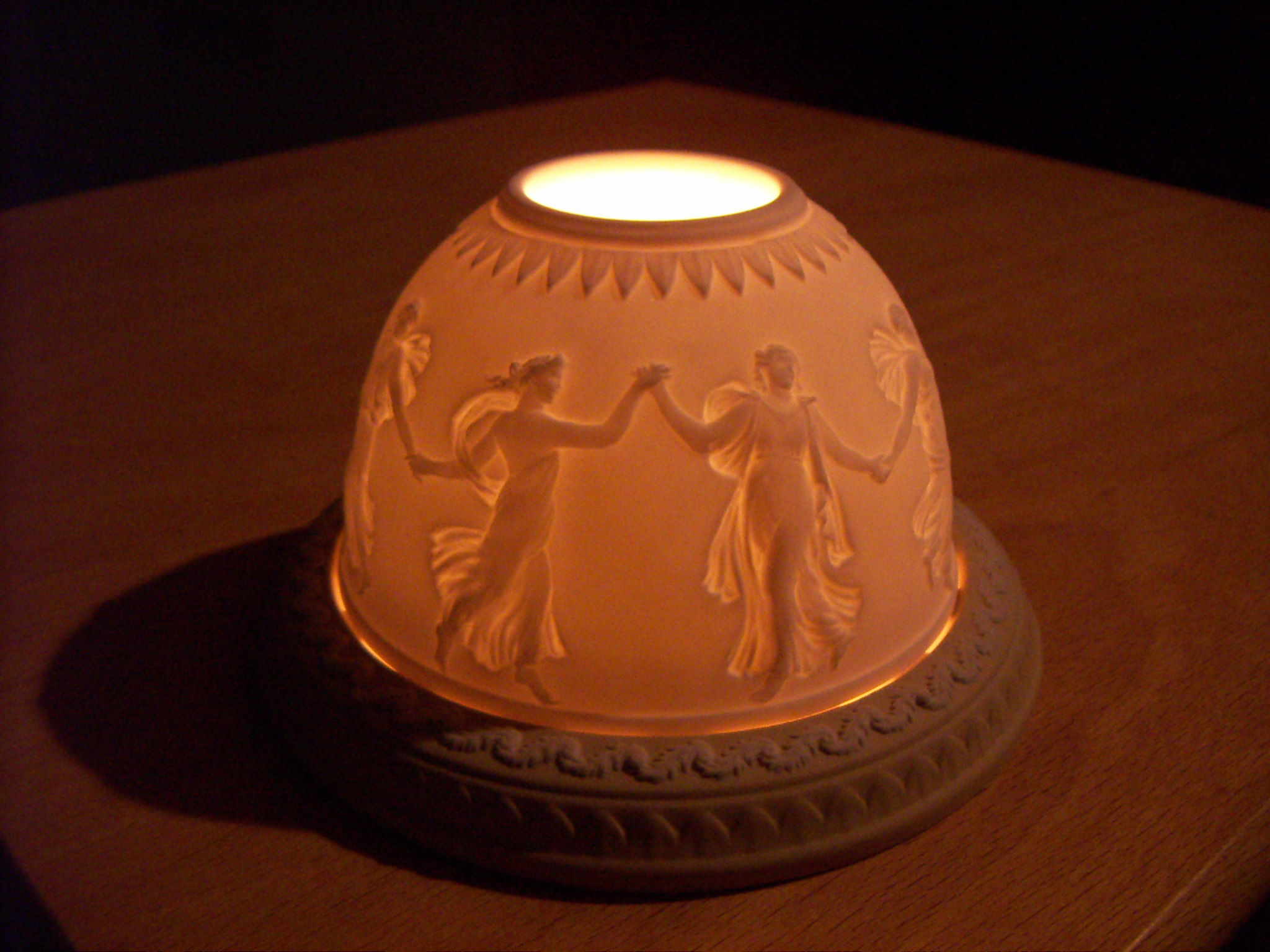
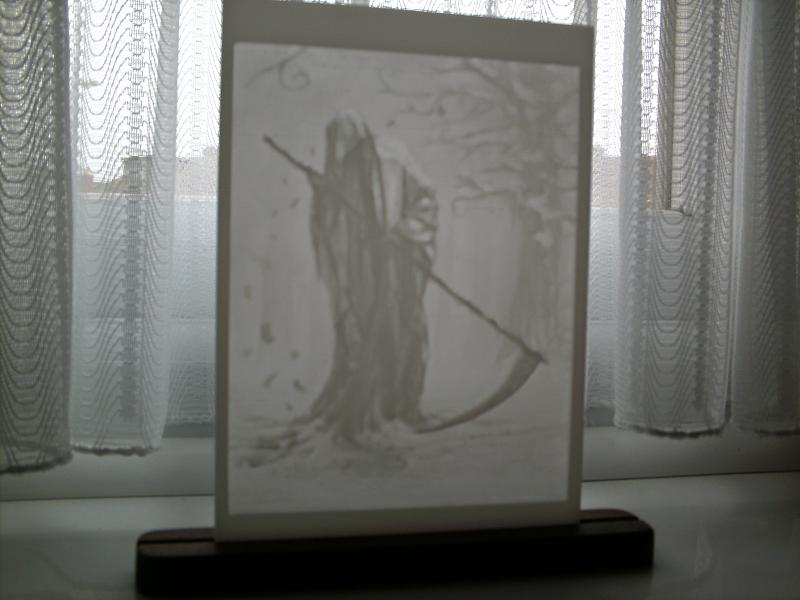
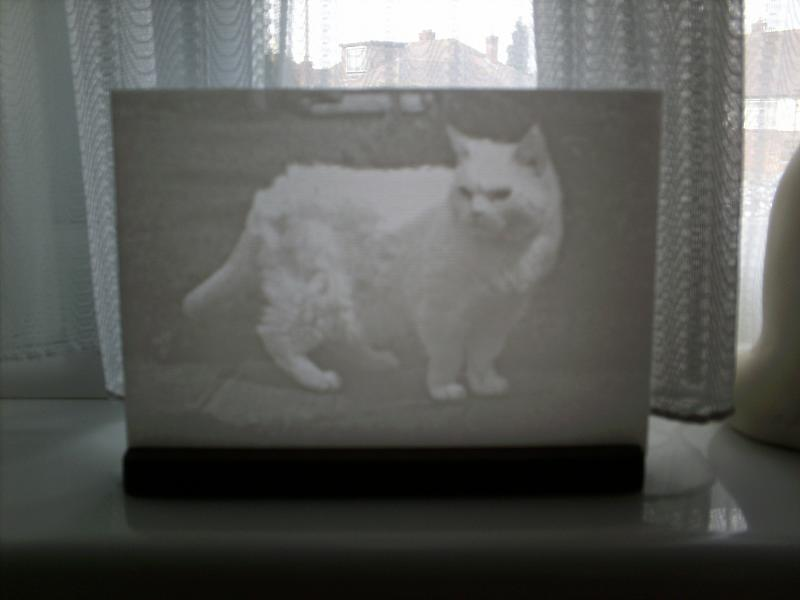